# Lepidocyrtidae
Famille
Synonymes
- Paronellidae Börner, 1913

Les Lepidocyrtidae sont une famille de collemboles.
Elle comporte près de 1 000 espèces dans 32 genres.

## Liste des genres
Selon Checklist of the Collembola of the World (version du 25 août 2019) :
- Lepidocyrtinae Wahlgren, 1906
  - Bromacanthini Mitra, 1993
    - Bromacanthus Schött, 1925
    - Lepidonella Yosii, 1960
    - Trichorypha Schött, 1893

  - Lepidocyrtini Wahlgren, 1906
    - Acanthurella Börner, 1906
    - Acrocyrtus Yosii, 1959
    - Lepidiaphanus Salmon, 1949
    - Lepidocyrtus Bourlet, 1839
    - Metasinella Denis, 1929
    - Pseudocyrtus Salmon, 1956
    - Pseudosinella Schäffer, 1897
    - Rambutsinella Deharveng & Bedos, 1996
    - Rhynchocyrtus de Mendonça & Fernandes, 2007
    - Sinelloides Bonet, 1942
    - Vietsira Yoshii, 1994
- Cyphoderinae Börner, 1906
  - Cyphoderini Börner, 1906
    - Calobatinus Silvestri, 1918
    - Cephalophilus Delamare Deboutteville, 1948
    - Cyphoda Delamare Deboutteville, 1948
    - Cyphoderinus Denis, 1942
    - Cyphoderodes Silvestri, 1910
    - Cyphoderus Nicolet, 1842
    - Delamarerus Mitra, 1976
    - Megacyphoderus Delamare Deboutteville, 1948
    - Mimoderus Yoshii, 1980
    - Paracyphoderus Delamare Deboutteville, 1948
    - Pseudocyphoderus Imms, 1912
    - Serroderus Delamare Deboutteville, 1948
    - Troglobius Palacios-Vargas & Wilson, 1990

  - Paronellini Börner, 1906
    - Campylothorax Schött, 1893
    - Cyphoderopsis Carpenter, 1917
    - Paronella Schött, 1893
    - Troglopedetes Absolon, 1907
    - Trogolaphysa Mills, 1938

## Publication originale
- Wahlgren, 1906 : Apterygoten aus Ägypten und dem Sudan nebst Bemerkungen zur Verbreitung und Systematik der Collembolen. Results of the Swedish Zoological Expedition to Egypt and the White Nile 1901 under the Direction of L.A. Jägerskiöld, Uppsala, p. 1-72.